# Au design project
au design project（エーユー デザイン プロジェクト）はauブランドを展開するKDDIおよび沖縄セルラー電話の携帯電話端末のデザインを開発するプロジェクトで2003年から2007年まで実施されていた。

## 主な目的
2003年までは、携帯電話に求められるものとして「性能の向上」があった。それは時間の経過と共に達成されつつあったが、弊害としてどの機種も同じような見た目・性能になってしまった。そこでauでは性能よりデザインに力を入れる目的で、au design projectを立ち上げ他キャリアと差別化を図った。このことが評価され、ニューヨーク近代美術館収蔵品に4機種が選定された。
au design projectの元となったデザインへの取り組みは2001年から開始され、2001年5月には「INFOBAR」の元となるコンセプトデザイン「info.bar」などを発表。同年12月にはau design project 001というCMと共に「C1002S」を発売。デザイン性の高い形状に加え、当時はビジネスツールとしてシルバーや白、黒、藍といった端末カラーが多いなか、派手なオレンジを採用。携帯電話が学生などの個人へ浸透するなか、売れ行きは好調で、デザインが端末の人気に影響を与えることを実証した。
2002年からは、通称であった「au design project」という名称がプロジェクト名として正式に利用され始める。2003年にはコンセプトモデル「info.bar」を元とした、au design project第1弾「INFOBAR」を発売。また、コンセプトは、時代を経るごとにテーマが掲げられていた。
しかしながら、2009年4月にKDDIは「iida（イーダ）」という新たな派生ブランドを立ち上げたため、既存の「au design project」と「NEW STANDARD」は両者共に発展的に解消され、事実上「iida」ブランドに統合される形となった。
2018年11月には、INFOBER xvのブランドを再度au design projectとして発表、発売。サイトをリニューアルし、当ブランドおよびiida（2012年4月時点）のコンセプトモデルのアーカイブも15周年記念サイトに移設された。

## 市販されたモデル
※ 太字で表記されている機種名はニューヨーク近代美術館収蔵品となった機種。

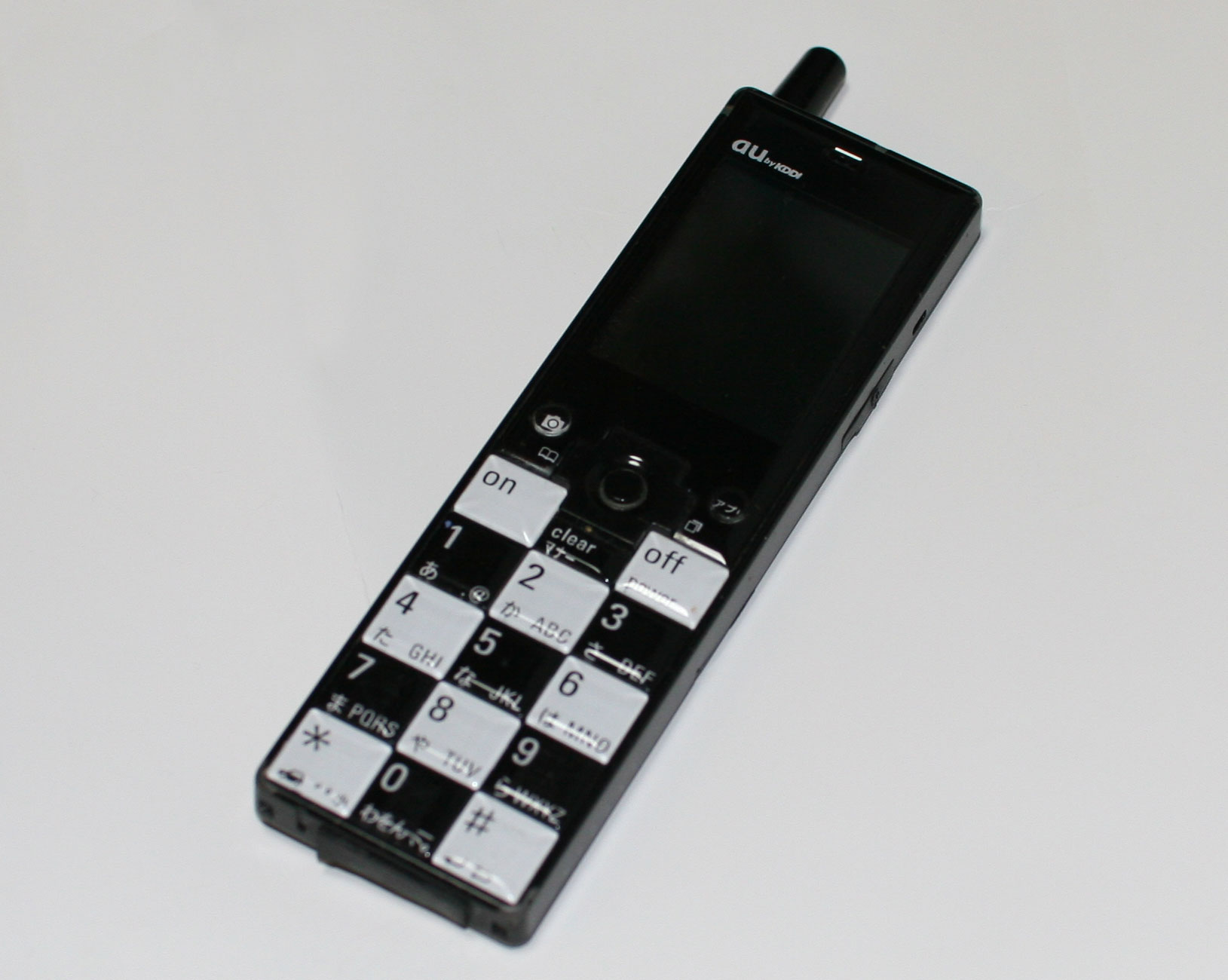
第1弾 INFOBAR（CDMA A5307ST,鳥取三洋電機（現・三洋電機コンシューマエレクトロニクス）製） - 2003年10月31日発売
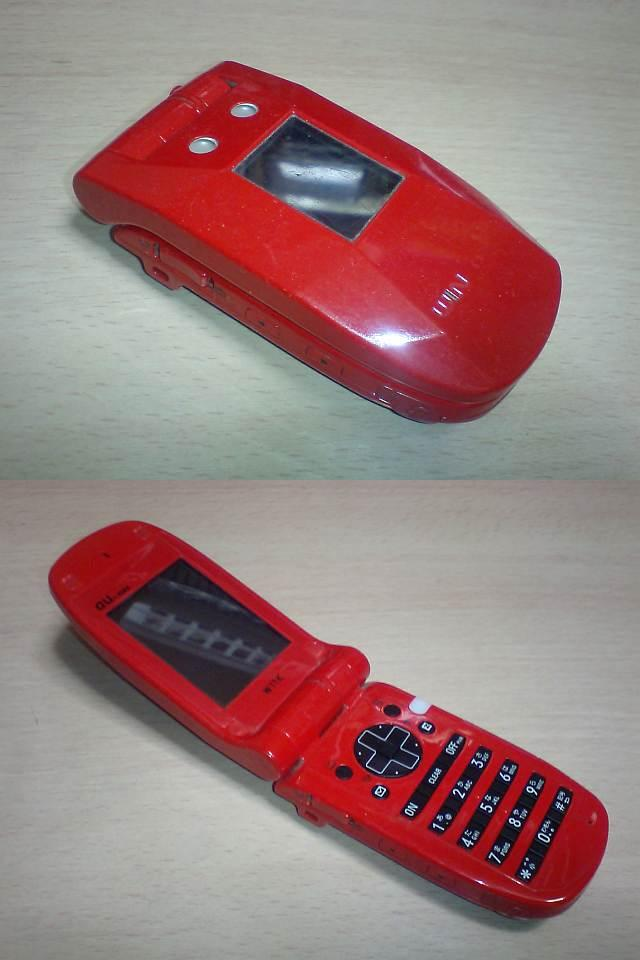
第2弾 W11K（CDMA W11K,京セラ製） - 2003年12月20日発売
au design projectシリーズ初のCDMA 1X WIN機種。
- 第3弾 talby（CDMA A5508SA,鳥取三洋電機（現・三洋電機コンシューマエレクトロニクス）製） - 2004年11月23日発売
au design projectシリーズ最後のCDMA 1X機種。
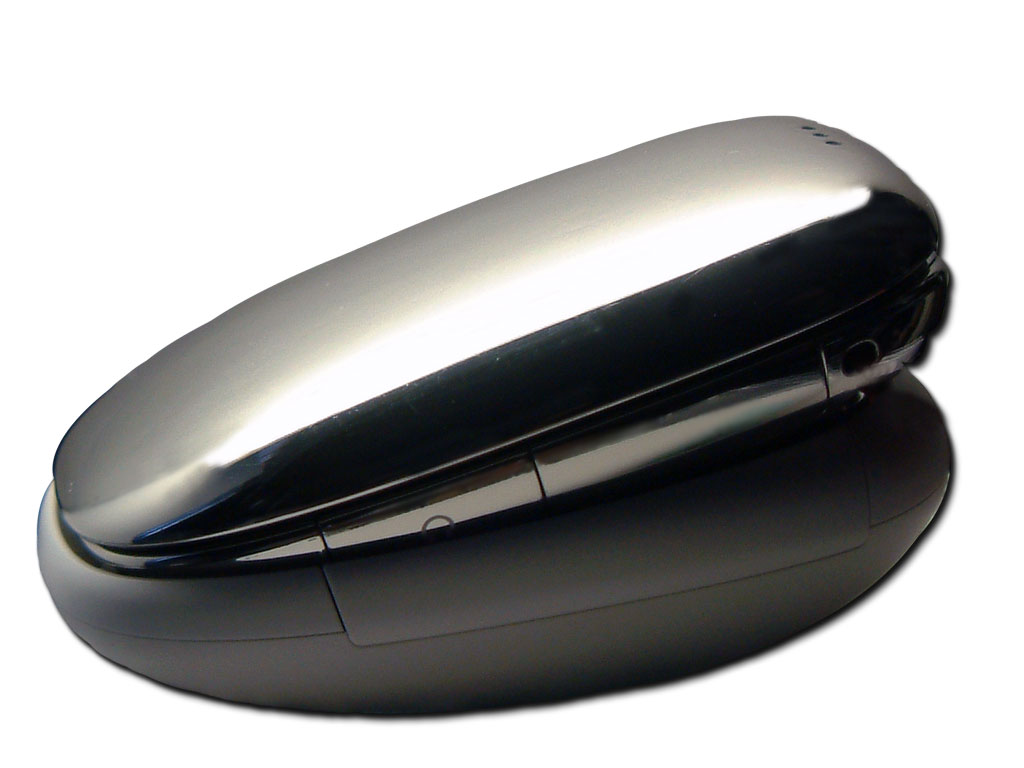
第4弾 PEИCK（PENCK,CDMA W31H,日立製作所製） - 2005年2月18日発売
ダイヤルボタンのフォントでフリー素材のものを使用したことを一部メディアに誤解した内容の表現で説明・掲載し製作者に指摘された。製作者には後日誤解があった旨を謝罪した[1]。
- 第5弾 neon（CDMA W42T,東芝製） - 2006年2月24日発売 
neonは他の端末と違い、販売から約2ヶ月間で販売・製造が終了してしまった端末である。
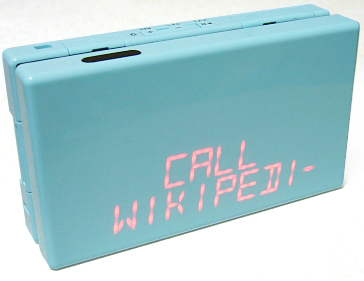
第6弾 MEDIA SKIN（CDMA W52K,京セラ製） - 2007年3月23日発売
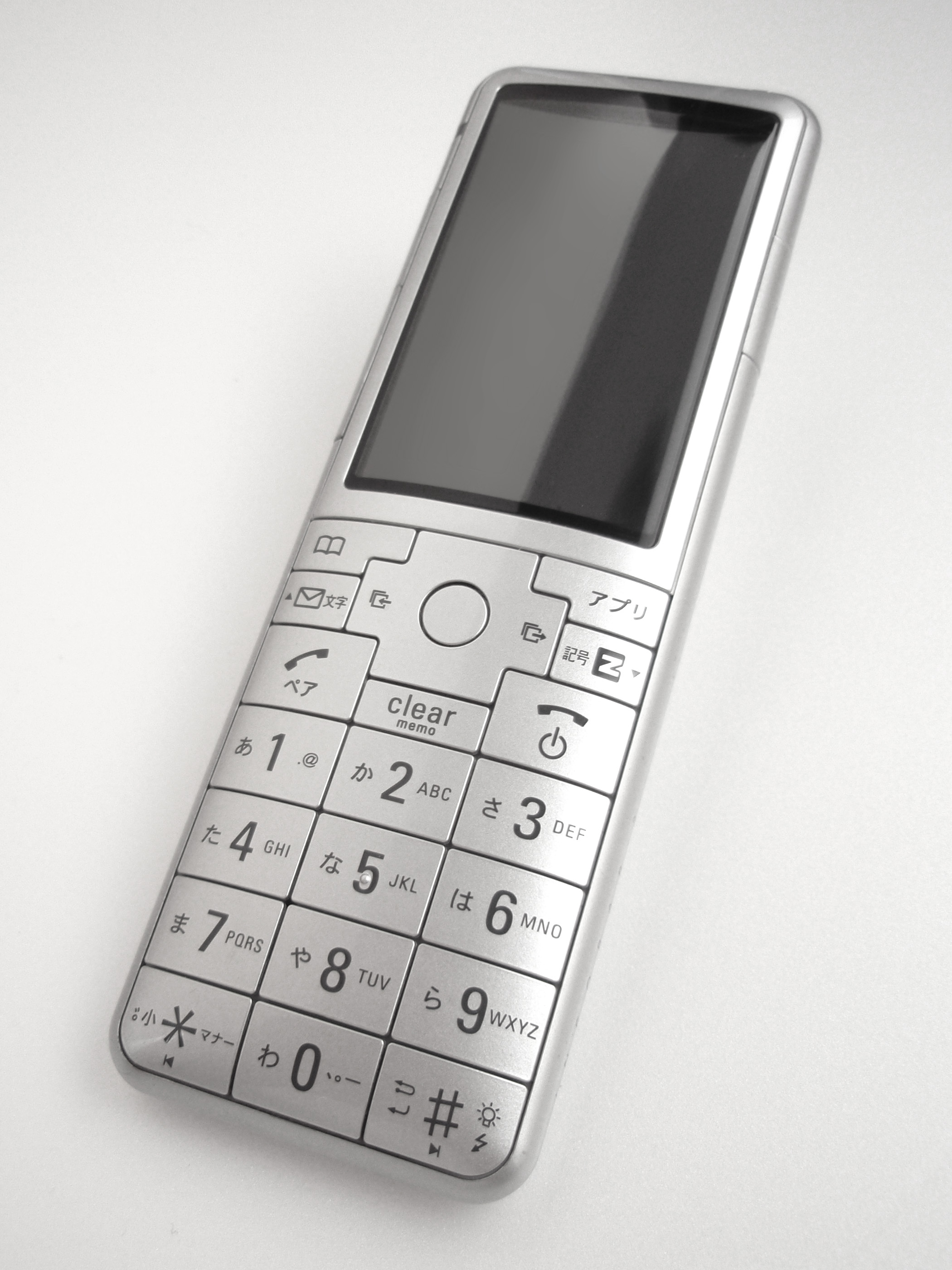
第7弾 INFOBAR2（CDMA W55SA,鳥取三洋電機（現・三洋電機コンシューマエレクトロニクス）製） - 2007年12月1日発売
au design project時代の最終機種にして同シリーズ唯一のN800MHz帯（新800MHz帯・CDMA Bandclass 0 Subclass 2）エリア対応機種。

- INFOBAR
- W11K
- PEИCK
- NEON
- INFOBAR2

## コンセプトモデル

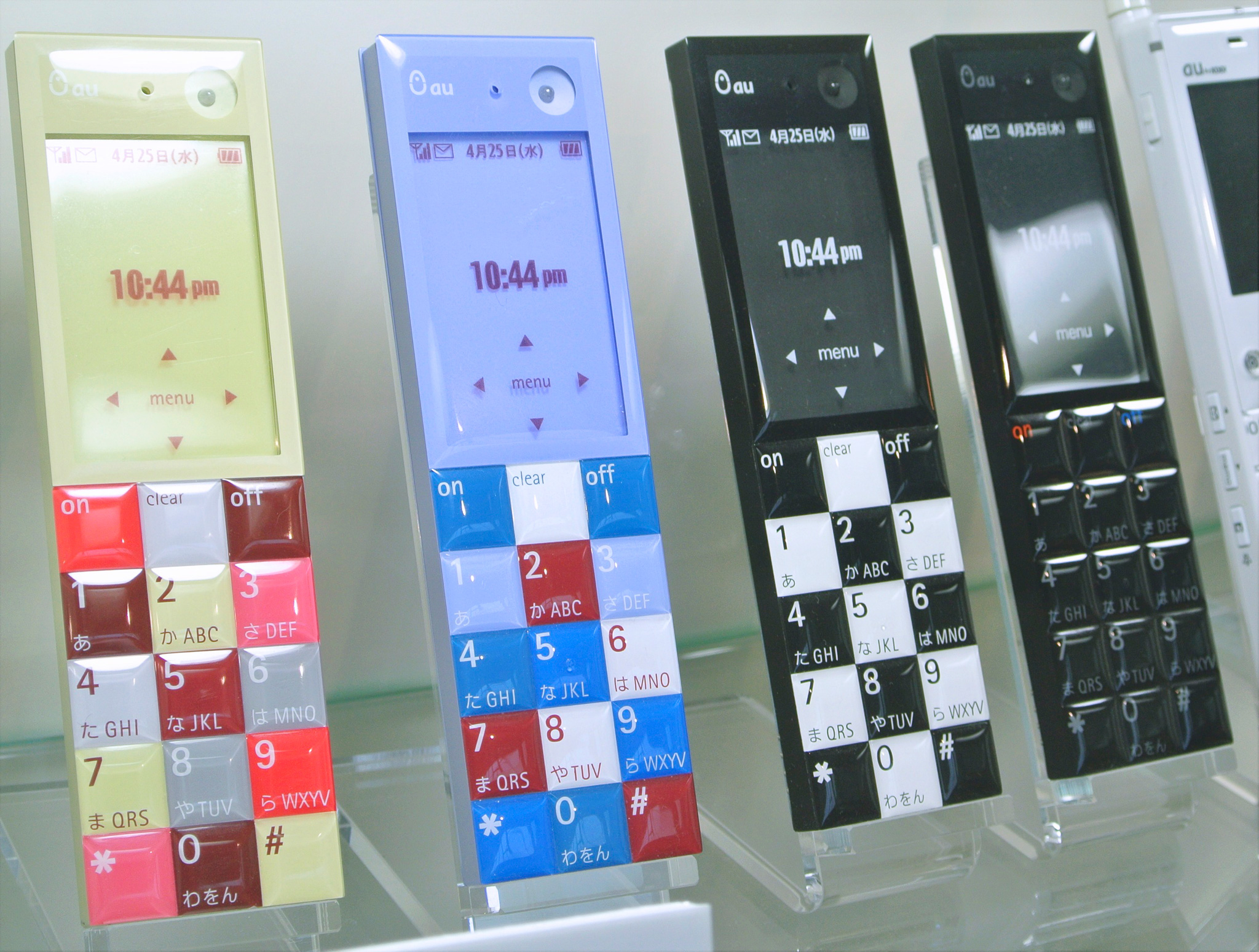
info.bar

- 東泉一郎
  - apollo（2002年）
機種内部の中央に軸があり十字型に変形させることで、様々なボタン（キーボード）を使用できる機種(機能で例えればスマートフォン)。
  - apollo02（2002年）
ボタンのパネルを取り外す事ができ、付け替えることが出来る機種。
- 二階堂隆
  - wearable（2001年）
機種名の通り、体に身につけるタイプ（ウェアラブル）の機種。デザインも従来の携帯とは大きく異なり、4つのウェアラブルデバイスで構成されている（ピン、ブレスレット、ヘッドセット、ディスプレイ）。
  - rotaly（2001年）
折りたたみ式。円形のヒンジを使用しており、湾曲したディスプレイ部をヒンジに沿って円周状に回転させる事ができる機種。
- 岩崎一郎
  - GRAPPA（2002年）
ラバー製の軟質なヒンジを採用した本体に、外装として皮のカバーを使用した機種。テーマは上質。カバーは取替えが可能(この発想が基になったかは不明だが、後に着せ替え可能な機種が出ている)。名称はイタリアの蒸留酒に由来。
  - GRAPPA002（2002年）
スライド型の機種で当時としては斬新であった。ただし、ボタンパネルが上、ディスプレイは下という構成。
iida第1弾端末「G9」の名前の由来は、Grappaの2009年バージョンを意味する「Grappa2009」から。
  - ON / OFF（2008年）
テーマとては、一般消費者向けというより、国際ローミング対応の部分を活用するビジネス・クリエイターといった仕事をする人向け。
2機種存在し、モデル名の通り、必要に応じて使い分ける。前述の仕事向けとして最大機能のON（ストレート型だが、ディスプレイ部が若干斜めに傾いている）、最低限の機能絞ったOFF（フリッパー型。ディスプレイが極小で、画面ごと隠すことが可能。）の機能をとれる。
- 深澤直人
  - ishicoro（2002年）
文字通り、滑らかな石をモチーフにしたデザイン（成型に際し、3Dスキャンを使用）。その特性上非対称型。折りたたみ型となっており、内部発光により暗室では機種自体も光るようになっている。
  - info.bar（2001年-2002年）
2003年に、このコンセプトモデルをベースにした「INFOBAR」が発売された。コンセプトモデルでは従来の携帯として機能する表面とは別に、裏面にPDAとしての機能も持ちあわせていた。後述の2を始め、当プロジェクトおよびiidaでは様々なバリエーションがプロジェクトで発表された。
  - INFOBAR2（2006年）
より曲線的な丸みを持ったINFOBAR。2007年に、このコンセプトモデルをベースにした「INFOBAR2」が発売された。
- マーク・ニューソン
  - talby（2003年）
2004年に発売された。2011年8月には、iidaブランドのコンセプトモデルとして「talby 2」が出展されている。
- water design scope（坂井直樹・田村奈穂）
  - HEXAGON（2005年）
折りたたみ式。名前通り、平面6角形のデザインで左右非対称。前述のデザインを含め、官能さ（エロティシズム）を表すイメージとして紫の蝶があしらわれた。
  - MACHINA（2005年）
機械的な質感や流線型の意匠を持った機種。モチーフはアナログな機械及び部品。フリッパー型。
- 吉岡徳仁
  - MEDIA SKIN（2005年）
2007年に発売された。触感をテーマに外装の仕様素材を厳選している。
- 田村奈穂
  - cypres（2006年）
透明のボディカバーにより、携帯の内部基盤が見えるストレート型の機種。BlueToothを使用する事で、付属する小さなデバイス機器にメール着信といった情報を閲覧できる機能を持つ。テーマとしては雪の降る都市、または精細な工芸品というモチーフを持つ。なお、iidaのX-RAY（製造型番・CDMA TSX06）は、内部基盤が見える携帯電話として商品化されている。
- ブラッドリー・フレイザー
  - Kaos（2006年）
ひび割れをイメージしたボタンパネルやカバーが剥がれているような装飾(小型音楽プレーヤーとして使えるものもある)など、「混沌」という名前通りのイメージを持った機種。15周年記念サイトでは、カバーガラスが割れたまま利用するスマートフォンの予見が言及されている。
- ロス・ミクブライド
  - vols（2006年）
ディスプレイを携帯の内部に収納できる機種で、カメラはディスプレイを引き出したときに使用できる。名前とコンセプトはボルズテッド法に由来し、形状はヒップフラスク（スキットル）をモチーフとする。形状は直線上ではなく、見て分かるほどに湾曲した形を取る。
- チームラボ
  - actface（2007年）
ボタンパネル部をディスプレイ式のタッチパネルにした、デュアルディスプレイタイプの機種。背面も全面ディスプレイを使用。使用者の操作がディスプレイに何らかの影響を与える特徴を持ち、これも機種のコンセプトに由来する。2つのバリエーションモデル、「Rhythm」「PLAY」が展示された。「Rhythm」での筆文字は書道家の大橋陽山が描いている。第11回文化庁メディア芸術祭エンターテイメント部門審査員推薦作品に選ばれる。
- 森本千絵
  - sorato（2007年）
手のひらに収まる流線型の機種で、外装の部分がディスプレイ兼ボタン等の機能も兼ねる。外装部の透明度が高く、「空の色を写す」という事をイメージしたデザインがなされており、移り変わる天候とその雲をディスプレイに映し出す。
  - ヒトカ（2007年）
機種全体が一つのディスプレイとなっているストレート型の機種。ezweb使用時などは上半分を表示画面としている。時計、メール配信着信の知らせといったインフォメーションの部分を、人間の絵を使って表現している。
- ヤマハデザイン研究所
ガッキ ト ケータイ展に出展された。コンセプト名は、オンガク スル ケータイ/ケータイ スル ガッキ。
コンセプト名通り、携帯電話と楽器および音楽の融合を目指したモデル。楽器・電子楽器・AV機器メーカーであるヤマハとのコラボレーション。
  - Band in my pocket（2008年）
管楽器などの機能を持ったアタッチメントを付け替えられるデザイン。ストレート型。
  - Trio in your hand（2008年）
折りたたみ型のデザインで、3分割に出来る(キーボタン部分が1つ、ディスプレイが2つ)。ヒンジにより、3枚羽ブーメランのような形に組み立てることが可能。
  - Box to play（2008年）
特殊な構造を持ったストレート型のデザイン。折り曲げるための4つの稼動部を持ち、それぞれディスプレイ部が2つ、数字キー部、カーソル部(スクラッチ)に分かれている。4つの稼動部をすべて折り曲げると箱の形になる。
  - Sticks in the air（2008年）
細長いストレート型のデザイン。ドラムスティックをイメージしたもので、中央で切り離すことが可能。加速度センサーにより、振りおろすと音が鳴るようになっている。
  - Key to touch（2008年）
鍵盤をイメージした特殊な折りたたみ型のデザイン。機種を展開すると2オクターブ分の鍵盤が盛り上がる。
  - Strings for fingers（2008年）
弦楽器をイメージしたスライド型のデザイン。ディスプレイ部を横方向にスライドすることで、弦が現れる。
- 神原秀夫
  - PLY（2008年）
PLY -ケータイの層-に出展されたもの。スライド型で、6枚の「板」（6つの層）を積み重ねたようなデザイン。一部の「板」（層）を展開すると、プロジェクタが現れる。PLYの訳の通り、「積層」をテーマとしたデザインがなされている。2009年9月にiidaブランドの携帯電話として商品化された（製造型番・CDMA TSX04。商品化の際に一般的なスライド式の携帯電話にアレンジされ、積層の数は5層に減らされた）。
- 参/MILE
  - voyage（2008年）
ディスプレイおよびキー操作部はストレート型のデザインであるが、裏側にはカメラ部を除いた箇所にソーラーパネルが折りたたまれて内蔵されている。人工衛星をモチーフとしており、ソーラーパネルを展開した姿がその面影を持つ（表側のモチーフは、実在の月周回衛星「かぐや」）。
  - gem（2008年）
鉱石をイメージしたスマートフォン式の特殊な折りたたみ型のデザイン。折りたたんでもディスプレイ、数字キー、カーソルともにむき出しになる。内側にソーラーパネルを内蔵しており、ソーラーセルも宝石の様なデザインに設計され、鮮やかに輝くようになっている。
- 坪井浩尚
  - SOUP（2008年）
あらゆるものを溶かし込むテーマを名前に持ったもの。スライド型で小型サイズのデザイン。色彩も赤、青、白と単純なものとなっており、機能も非常にシンプルな構成である。背部にはソーラーパネルを内蔵し、展開させることが可能。

- info.bar

## プロダクトデザイナー
- 深澤直人：INFOBAR, W11K, neon (携帯電話), INFOBAR2
- マーク・ニューソン：talby
- サイトウマコト：PEИCK
- 吉岡徳仁：MEDIA SKIN